# 京都市立安朱小学校
京都市立安朱小学校（きょうとしりつ あんしゅしょうがっこう）は、京都府京都市山科区の公立小学校。

## 概要
京都市山科区に位置する小学校。1968年（昭和43年）4月に京都市立山階小学校安朱分校として開校した。
2014年（平成26年）5月時点の児童数は、246名。

## 沿革
- 1968年（昭和43年）4月 – 京都市立山階小学校安朱分校として開校[2][3]
- 1969年（昭和44年）5月 – 京都市立安朱小学校として独立[2][3]
- 1970年（昭和45年）5月26日 – 講堂竣工。この日を創立記念日とする[2]
- 1974年（昭和49年）10月–12月 – 学校緑化の一環として888本を植樹[2]
- 1978年（昭和53年）5月 – 創立10周年記念式挙行[2]
- 1988年（昭和63年）5月 – 創立20周年記念式典挙行[2]
- 1998年（平成10年）5月 – 創立30周年記念式典挙行[2]

## 校名の由来
学校の所在地である「安朱」の地名は、古くは北方を安祥寺、南方を朱雀と唱えていたが、いつの頃からかそれぞれの地名の上の字を合わせて安朱と称せられるようになり、広く大きい地域をさすようになった。「安」とは、やすらかであり、子供たちのやすらかな成長を願っている。「朱」とは、辞書に「木の真ん中、そこはあい」とあり、木の幹の真ん中のあかいところを示す。すなわち「安朱」とは、子ども達の純心〔ママ〕な美しい心と燃えるような向学心を現わし、この校名には、美しい心を持ちひたすらに学びやすらかに伸び伸びと育つ子ども達の大きな（立派な）学校という願いがこもっている 。